# مهند أبو خمرة
مهند أبو خمرة (مواليد 5 أبريل 1983، بابل، العراق) مخرج عراقي ومنتج ومصمم غرافيك ومصور فوتوغرافي ورسّام ومؤلّف.

## مسيرته الفنية
شارك مهند أبو خمرة في العديد من المعارض الفنية منذ صغره وفاز بعدد من الجوائز وشهادات التقدير. نشأ وترعرع في مدينة بغداد حيث أكمل دراسته ومن ثم انتقل للعيش في دولة الإمارات العربية حيث أسس مع أخيه المخرج والمنتج علي أبو خمرة شركة إيتانا للإنتاج التلفزيوني والسينمائي"Etana Production".. أولى أعماله في الإخراج الدرامي والكوميديا كانت في فوازير «زنود الست» والتي تم عرضها على قناة الشرقية الفضائية حيث حقق العمل نجاحا ساحقا في العراق وحاز على المركز الأول في نسبة المشاهدة في عام 2009. استمر بعدها بإخراج عدد من الأعمال وكان أهمها إخراج وتأليف مسلسل «كناري» عُرض في رمضان 2010 على قناة الشرقية ثم جاء بفكرة وإخراج أول مسلسل رسوم متحركة في العراق عرض على قناة الشرقية مسلسل العتاك الذي حقق أعلى نسبة مشاهدة على اليوتيوب وعلى مستوى العراق حيث فاز بجائزة أحسن فكرة عمل على قناة الشرقية وأصبح مسلسل العتاك أيقونة كونه أول شخصية كرتونية عراقية عُرضت على شاشات التلفزيون وفي نفس العام كان المخرج مهند أبو خمرة يصور المسلسل الكوميدي «سامبا» في أجمل وأخطر مدن العالم ريو دي جانيرو في البرازيل حيث كان أول عمل عراقي وعربي يصور بالكامل في قارة أمريكا اللاتينية. وفي عام 2012 حصد جائزة أفضل عمل كوميدي في مهرجان القاهرة للإعلام العربي 2012 عن مسلسل أكبر كذاب الذي قام بإخراجه بالإشتراك مع أخيه المخرج علي أبو خمرة وهو يعتبر أول مسلسل عربي تم تصويره بكاميرات سينمائية واستخدام أحدث تقنيات الكومبيوتر والمؤثرات الصورية فيه حيث حقق نجاحا ساحقا على مستوى العراق تبعه الجزء الثاني من نفس المسلسل والذي كان يعرض على قناة الرشيد الفضائية. ومن أعماله الناقدة إخراج مسلسل الريس الكارتوني وهو مسلسل ناقد ساخر ينتقد الوضع السياسي في العراق. ثم قام بابتكار وإخراج مسلسل شلش من حي التنك وحبزبوز وايضا قام باخراج مسلسل أبو المصايب مناصفة مع أخيه علي أبو خمرة وآخر أعماله التلفزيونية مسلسل الفشافيش الذي يعرض على قناة الشرقية والذي لاقى نجاحا ساحقا حيث حققت حلقاته ملايين المشاهدات على موقع اليوتيوب والذي قام بدمج مسلسلين في مسلسل واحد وهما العتاك وشلش.

## أهم أعماله
- أكبر كذاب (مسلسل) - الجزء الثاني - (2013) - مخرج - مسلسل كوميدي
- شلش من حي التنك - (2013) - فكرة وإخراج - مسلسل كرتوني كوميدي
- أكبر كذاب (مسلسل) - الجزء الأول - (2012) - إخراج - أول مسلسل كوميدي عراقي يتم استخدام تقنيات الكرافيكس فيه
- مسلسل الريس - (2012) - إخراج - مسلسل كرتوني كوميدي
- سامبا - (2011) - إخراج - مسلسل كوميدي يعتبر أول مسلسل عراقي وعربي يصور بالكامل في البرازيل في مدينة ريو دي جانيرو
- العتاك - (2011) - إخراج - أول مسلسل كرتوني عراقي كوميدي
- كناري - (2010) - إخراج - مسلسل كوميدي
- زنود الست - (2009) - إخراج - أول فوازير درامية كوميدية
- حبزبوز - (2014) - إخراج - مسلسل كرتوني كوميدي
- أبو المصايب - (2014)- إخراج - بالشراكة مع أخيه المخرج «علي أبو خمرة» - مسلسل كوميدي
- جوكاية - (2014) - إخراج - برنامج فكاهي
- فشافيش - (2014) - تأليف وإخراج - مسلسل كوميدي
- هوى بغداد - (2019) - تأليف وإخراج - مسلسل رومانسي استعراضي.[14]
- دجلة وفرات - الجزء الثاني لهوى بغداد - (2021) - تأليف وإخراج
- وطن ـ مسلسل درام بوليسي سياسي ـ (2022) ـ تمثيل وتأليف وإخراج
- اقتحام  ـ مسلسل درام اكشن وتشويق بوليسي ـ (2023) ـ تأليف وإخراج
- مجنون سارة ـ مسلسل درام عاطفيو اجتماعية ـ (2023) ـ تأليف واخراج
- وطن2 ـ الجزء الثاني لمسلسل وطن ـ (2024) ـ تأليف وإخراج
- الچنة ـ مسلسل دراما نفسية ورعب ـ (2025) ـ تأليف وإخراج
- ميليشيات نسائية ـ مسلسل كوميديا سياسية سوداء ـ (2025) ـ تأليف وإخراج

## الجوائز التي حصل عليها
- أفضل مسلسل كوميدي في العراق 2009 - مسلسل زنود الست
- أفضل مسلسل كوميدي في العراق 2011 - مسلسل العتاك - الجزء الأول
- الجائزة الذهبية: لأفضل عمل كوميدي في الوطن العربي في مهرجان القاهرة للإعلام العربي 2012 - مسلسل أكبر كذاب (مسلسل) - الجزء الأول
- جائزة الهلال الذهبي: لأفضل عمل رمضاني عام 2019 - مسلسل هوى بغداد.[15]
- جائزة الهلال الذهبي: لأفضل مخرج عام 2019.

## مواقع ذات صلة
- الموقع الرسمي
- مهند أبو خمرة على إنستغرام
- @m_khumra على تويتر.
- قناة مهند أبو خمرة  على يوتيوب

## وصلات خارجية
- مهند أبو خمرة على موقع IMDb (الإنجليزية)
- مهند أبو خمرة على موقع قاعدة بيانات الأفلام العربية

بعض مقابلات المخرج مهند أبو خمرة على بعض الفضائيات:
- . على يوتيوب قناة MBC
- . على يوتيوب قناة صانعو القرار
- . على يوتيوب قناة الشرقية